# وادي حبيب (الديس)
'

تعديل مصدري - تعديل

وادي حبيب هي إحدى قرى عزلة الديس بمديرية الديس التابعة لمحافظة حضرموت، بلغ تعداد سكانها 10 نسمة حسب تعداد اليمن لعام 2004.